# Seznam dílů seriálu Greenovi ve velkoměstě
Toto je seznam dílů seriálu Greenovi ve velkoměstě.

## Přehled řad
| Řada | Díly | Premiéra v USA     | Premiéra v USA  | Premiéra v ČR   | Premiéra v ČR     |
| Řada | Díly | První díl          | Poslední díl    | První díl       | Poslední díl      |
| ---- | ---- | ------------------ | --------------- | --------------- | ----------------- |
| 1    | 30   | 18. června 2018    | 9. března 2019  | 21. ledna 2019  | 26. prosince 2019 |
| 2    | 30   | 16. listopadu 2019 | 3. dubna 2021   | 1. června 2020  | 27. června 2021   |
| 3    | 20   | 9. října 2021      | 25. března 2023 | 8. května 2023  | 2. června 2023    |
| 4    | 30   | 23. září 2023      | bude oznámeno   | 18. března 2024 | bude oznámeno     |

## Seznam dílů

### První řada (2018–2019)
| Č. v seriálu | Č. v řadě | Původní název                      | Český název                           | Režie                                     | Scénář a storyboard | Námět                                       | Premiéra v USA    | Premiéra v ČR     | Prod. kód |
| ------------ | --------- | ---------------------------------- | ------------------------------------- | ----------------------------------------- | --- | ------------------------------------------- | ----------------- | ----------------- | --------- |
| 1            | 12        | Space ChickenSteak Night           | Kuře astronautNoc steaků              | Chris Houghton a Shane HoughtonMonica Ray | scénář: Chris Houghton a Shane Houghton storyboard: Chris Houghton Cheyenne Curtis a Caldwell Tanner                                              | Chris Houghton a Shane HoughtonKylie Condon | 18. června 2018   | 21. ledna 2019    | 101       |
| 2            | 34        | Cricket VersusBlue Tater           | Bojovník CricketModrá brambora        | Matt BralyMonica Ray                      | Amy Hudkins a Jonathan WallachAaron Austin a Chris Pianka                                                                                         | Shane HoughtonMichael McCafferty            | 19. června 2018   | 22. ledna 2019    | 102       |
| 3            | 56        | Swimming FoolTilly's Goat          | Skok z prknaTillyina koza             | Matt Braly a Tiffany FordMatt Braly       | Charlie Gavin a Anna O'BrianAmy Hudkins a Jonathan Wallach                                                                                        | Carson Montgomery                           | 20. června 2018   | 23. ledna 2019    | 103       |
| 4            | 78        | CricketsitterBackflip Bill         | Hlídat CricketaSalťák Bill            | Monica Ray                                | Charlie Gavin a Anna O'BrianAmy Hudkins a Jonathan Wallach                                                                                        | Jennifer KeeneKenny Byerly a Kylie Condon   | 21. června 2018   | 24. ledna 2019    | 106       |
| 5            | 910       | Gramma's LicenseBear Trapped       | Babčin řidičákLov na medvěda          | Matt Braly a Tiffany FordChris Houghton   | Cheyenne Curtis a Caldwell TannerMatt Braly a Monica Ray                                                                                          | Kenny ByerlCarson Montgomery                | 22. června 2018   | 25. ledna 2019    | 104       |
| 6            | 1112      | Photo OpRemy Rescue                | Rodinné fotoZachraňte Remyho          | Tiffany FordMonica Ray                    | námět: Carson Montgomery scénář: Charlie Gavin a Anna O'Brian námět: Kenny Byerly scénář: Ben Adams a Rebecca Schauer                             |                                             | 25. června 2018   | 28. ledna 2019    | 108       |
| 7            | 1314      | GridlockedMama Bird                | Dopravní záctpaPtačí máma             | Monica RayTiffany Ford                    | námět: Shane Houghton scénář: Cheyenne Curtis a Caldwell Tanner námět: Jennifer Keene scénář: Amy Hudkins a Jonathon Wallach                      |                                             | 27. června 2018   | 29. ledna 2019    | 105       |
| 8            | 1516      | Welcome HomeRaccooned              | Vítejte domaMývalí pohroma            | Matt BralyMonica Ray                      | námět: Shane Houghton scénář: Chris Houghton námět: Shane Houghton scénář: Aaron Austin, Monica Ekabutr a Chris Pianka                            |                                             | 2. července 2018  | 30. ledna 2019    | 107       |
| 9            | 1718      | Fill BillCritterball Crisis        | Otesánek BillZvířebalová krize        | Monica Ray                                | námět: Kenny Byerly a Jennifer Keene scénář: Aaron Austin a Chris Pianka námět: Kenny Byerly scénář: Ben Adams a Rebecca Schauer                  |                                             | 9. července 2018  | 31. ledna 2019    | 109       |
| 10           | 1920      | Parade DayDIY Guys                 | Slavnostní průvodKutilové             | Monica Ray                                | námět: Kenny Byerly scénář: Cheyenne Curtis a Caldwell Tanner námět: Carson Montgomery scénář: Amy Hudkins a Jonathon Wallach                     |                                             | 11. července 2018 | 1. února 2019     | 110       |
| 11           | 2122      | Gargoyle GalsSupermarket Scandal   | Tajemné chrličeSkandál v supermarketu | Anna O'Brian                              | námět: Kenny Byerly scénář: Charlie Gavin a Anna O'Brian námět: Kenny Byerly scénář: Ben Adams a Rebecca Schauer                                  |                                             | 16. července 2018 | 2. prosince 2019  | 111       |
| 12           | 2324      | Barry CudaSuite Retreat            | Barry CudaNoc v hotelu                | Matt Braly a Tiffany FordTiffany Ford     | námět: Carson Montgomery scénář: Aaron Austin a Chris Pianka námět: Jennifer Keene scénář: Ben Adams a Rebecca Schauer                            |                                             | 18. července 2018 | 3. prosince 2019  | 112       |
| 13           | 2526      | Family LegacyPaint Misbehavin      | Rodinné dědictvíMalířský tým          | Natasha KlineChris Houghton               | námět: Michael McCafferty a Kenny Byerly scénář: Cheyenne Curtis a Caldwell Tanner námět: Jennifer Keene scénář: Katie Aldworth a Rebecca Schauer |                                             | 23. července 2018 | 4. prosince 2019  | 113       |
| 14           | 2728      | Rated CricketHomeshare Hoedown     | Cricket v kiněZdílené bydlení         | Natasha KlineMonica Ray                   | námět: Carson Montgomery scénář: Aaron Austin a Chris Pianka námět: Jennifer Keene scénář: Katie Aldworth a Rebecca Schauer                       |                                             | 25. července 2018 | 5. prosince 2019  | 114       |
| 15           | 2930      | Cricket's ShoesFeud Fight          | V Cricketově kůžiObchodní válka       | Natasha Kline                             | námět: Shane Houghton scénář: Cheyenne Curtis a Caldwell Tanner námět: Kenny Byerly a Michael McCafferty scénář: Amy Hudkins a Jonathon Wallach   |                                             | 30. července 2018 | 6. prosince 2019  | 116       |
| 16           | 3132      | Breaking NewsCyberbullies          | Mimořádné zprávyKyberšikana           | Natasha KlineMonica Ray                   | námět: Carson Montgomery scénář: Charlie Gavin a Anna O'Brian námět: Kenny Byerly scénář: Aaron Austin a Chris Pianka                             |                                             | 1. srpna 2018     | 9. prosince 2019  | 117       |
| 17           | 3334      | Tilly TourDinner Party             | Průvodkyně TillySeznamovací večeře    | Monica RayNatasha Kline                   | námět: Jennifer Keene scénář: Amy Hudkins a Jonathon Wallach námět: Kenny Byerly a Michael McCafferty scénář: Katie Aldworth a Rebecca Schauer    |                                             | 6. srpna 2018     | 10. prosince 2019 | 118       |
| 18           | 3536      | Coffee QuestPhoenix Rises          | Honba za kávouPhoenix na útěku        | Natasha KlineMonica Ray                   | námět: Kenny Byerly scénář: Aaron Austin a Chris Pianka námět: Shane Houghton scénář: Katie Aldworth a Rebecca Schauer                            |                                             | 8. srpna 2018     | 12. prosince 2019 | 120       |
| 19           | 37        | Blood Moon                         | Krvavý měsíc                          | Monica Ray                                | námět: Carson Montgomery scénář: Amy Hudkins, Jonathon Wallach, Charlie Gavin a Anna O'Brian                                                      |                                             | 6. října 2018     | 15. prosince 2020 | 115       |
| 20           | 3839      | Big DealForbidden Feline           | Zakázaná kočka                        | Monica Ray                                | Caldwell Tanner a Kiana KhansmithRebecca Schauer a Ian Mutchler                                                                                   |                                             | 3. listopadu 2018 | 11. prosince 2019 | 119       |
| 21           | 40        | Uncaged                            | Z klece venku                         | Natasha Kline                             | námět: Kenny Byerly scénář: Amy Hudkins, Jonathon Wallach, Charlie Gavin a Anna O'Brian                                                           |                                             | 11. ledna 2019    | 13. prosince 2019 | 121       |
| 22           | 4142      | Harvest DinnerWinner Winner        | Dožíňková hostinaVítězka Tilly        | Natasha KlineMonica Ray                   | námět: Kenny Byerly scénář: Amy Hudkins a Jonathon Wallach námět: Carson Montgomery scénář: Rebecca Schauer a Caroline Director                   |                                             | 12. ledna 2019    | 17. prosince 2019 | 123       |
| 23           | 4344      | Night BillCheap Snake              | Noční obchodyLevný had                | Natasha KlineMonica Ray                   | námět: Michael McCafferty scénář: Cheyenne Curtis a Caldwell Tanner námět: Carson Montgomery scénář: Charlie Gavin a Anna O'Brian                 |                                             | 19. ledna 2019    | 16. prosince 2019 | 122       |
| 24           | 4546      | Hiya HenryPeople Watching          | Čauky HenryNakoukanou                 | Natasha KlineMonica Ray                   | námět: Lacy Dyer a Julia Layton scénář: Charlie Gavin a Anna O'Brian námět: Lacy Dyer a Julia Layton scénář: Caldwell Tanner a Kianna Khansmith   |                                             | 26. ledna 2019    | 18. prosince 2019 | 124       |
| 25           | 4748      | Valentine DanceGreens Streets      | Valentýnská zábavaČisté ulice         | Natasha KlineMonica Ray                   | námět: Kenny Byerly scénář: Amy Hudkins a Jonathan Wallach námět: Lacy Dyer a Julia Layton scénář: Megan Boyd a Rebecca Schauer                   |                                             | 2. února 2019     | 23. prosince 2019 | 127       |
| 26           | 4950      | Hurty Tooth Sleepover Sisters      | Bebí zubPřespávačka                   | Monica RayNatasha Kline                   | námět: Chris Houghton scénář: Megan Boyd a Rebecca Schauer námět: Lacy Dyer a Julia Layton scénář: Amy Hudkins a Jonathan Wallach                 |                                             | 9. února 2019     | 19. prosince 2019 | 125       |
| 27           | 5152      | Trailer Trouble Mansion Madness    | Potíže s přívěsemGreenovi v rezidenci | Monica RayNatasha Kline                   | námět: Carson Montgomery scénář: Kianna Khansmith a Caldwell Tanner námět: Carson Montgomery scénář: Charlie Gavin a Anna O'Brian                 |                                             | 16. února 2019    | 20. prosince 2019 | 126       |
| 28           | 5354      | Park PandemoniumCricket's Biscuits |                                       | Natasha KlineMonica Ray                   | námět: Lacy Dyer a Julia Layton scénář: Charlie Gavin a Anna O'Brian námět: Carson Montgomery scénář: Kianna Khansmith a Caldwell Tanner          |                                             | 23. února 2019    | 24. prosince 2019 | 128       |
| 29           | 5556      | SkunkedAxin' Saxon                 | Skunkové v kavárněJak opravit Saxona  | Monica RayNatasha Kline                   | námět: Shane Houghton scénář: Kianna Khansmith a Caldwell Tanner námět: Lacy Dyer a Julia Layton scénář: Amy Hudkins a Jonathan Wallach           |                                             | 2. března 2019    | 25. prosince 2019 | 129       |
| 30           | 5758      | Cricket's PlaceVolunteer Tilly     | Ckricketův bytDobrovolnice Tilly      | Natasha KlineMonica Ray                   | námět: Carson Montgomery scénář: Charlie Gavin a Anna O'Brian námět: Lacy Dyer a Julia Layton scénář: Megan Boyd a Rebecca Schauer                |                                             | 9. března 2019    | 26. prosince 2019 | 130       |

### Druhá řada (2019–2021)
| Č. v seriálu | Č. v řadě | Původní název                     | Český název                          | Režie                    | Scénář a storyboard | Námět                                      | Premiéra v USA     | Premiéra v ČR   | Prod. kód |
| ------------ | --------- | --------------------------------- | ------------------------------------ | ------------------------ | --- | ------------------------------------------ | ------------------ | --------------- | --------- |
| 31           | 12        | Cricket's KapowieCar Trouble      | Cricketovo charizmaPotíže s autem    | Natasha Kline            | Amy Hudkins a Jonathan WallachCharlie Gavin a Anna O'Brian                                                                           | Lacy Dyer a Julia Layton                   | 16. listopadu 2019 | 1. června 2020  | 201       |
| 32           | 34        | Urban LegendWishing Well          | Městská legendaKašna přání           | Natasha KlineMonica Ray  | Monica Ray a Steve WolfhardChris Houghton a Natasha Kline                                                                            | Carson Montgomery                          | 23. listopadu 2019 | 2. června 2020  | 202       |
| 33           | 56        | Elevator ActionBad Influencer     | Ve výtahuŠpatný influencer           | Natasha KlineMonica Ray  | Anna O'BrianKiana Khansmith a Caldwell Tanner                                                                                        | Kenny Byerly                               | 30. listopadu 2019 | 3. června 2020  | 204       |
| 34           | 7         | Green Christmas                   | Vánoce u Greenů                      | Monica Ray               | Amy Hudkins, Kiana Khansmith, Caldwell Tanner a Jonathan Wallach                                                                     | Kenny Byerly                               | 7. prosince 2019   | 4. června 2020  | 203       |
| 35           | 89        | Reckoning BallClubbed             | ZúčtováníV nočním klubu              | Natasha KlineMonica Ray  | Anna O'Brian a Ariel Vracin-HarrellKiana Khansmith a Caldwell Tanner                                                                 | Kenny ByerlyLacey Dyer a Julia Layton      | 14. prosince 2019  | 5. června 2020  | 205       |
| 36           | 1011      | ImpopstarFootball Camp            | Falešná popstárFotbalový kemp        | Natasha Kline Monica Ray | Amy Hudkins a Jonathan Wallachscénář: Raj Brueggeman a Steve Wolfhard storyboard: Carson Montgomery, Raj Brueggeman a Steve Wolfhard | Lacey Dyer a Julia LaytonCarson Montgomery | 11. ledna 2020     | 8. června 2020  | 206       |
| 37           | 1213      | Heat BeatersBill-iever            | Vedro k padnutíNevěřící Bill         | Monica RayNatasha Kline  | Raj Brueggeman a Steve WolfhardCharlie Gavin a Anna O'Brian                                                                          | Carson MontegomeryJenava Mie               | 18. ledna 2020     | 9. června 2020  | 207       |
| 38           | 1415      | Shark ObjectsDream Weaver         | Žralok útočíPán snů                  | bude oznámeno            | bude oznámeno |                                            | 25. ledna 2020     | 10. června 2020 | 208       |
| 39           | 1617      | Level UpWild Side                 | Další levelZdivočelý Cricket         | bude oznámeno            | bude oznámeno |                                            | 1. února 2020      | 11. června 2020 | 209       |
| 40           | 1819      | Garage TalesAnimal Farm           | Babčiny báchorkyFarma zvířat         | bude oznámeno            | bude oznámeno |                                            | 8. února 2020      | 12. června 2020 | 210       |
| 41           | 2021      | DessertedThe Gifted               | Ještě dezertDárky                    | bude oznámeno            | bude oznámeno |                                            | 11. července 2020  | 30. ledna 2021  | 211       |
| 42           | 2223      | Time CrisisGramma Driver          | Časová tíseňBabča řidička            | bude oznámeno            | bude oznámeno |                                            | 18. července 2020  | 31. ledna 2021  | 212       |
| 43           | 2425      | Tilly StyleI, Farmbot             | Tillyn stylJá, farmabot              | bude oznámeno            | bude oznámeno |                                            | 25. července 2020  | 6. února 2021   | 213       |
| 44           | 2627      | Friend ConFlimflammed             | Farmářský srazNapálený               | bude oznámeno            | bude oznámeno |                                            | 1. srpna 2020      | 7. února 2021   | 214       |
| 45           | 2829      | Greens' AcresDolled Up            | Půda GreenovýchPalác panenek         | bude oznámeno            | bude oznámeno |                                            | 8. srpna 2020      | 13. února 2021  | 215       |
| 46           | 3031      | Gabriella's FellaCheap Show       | Gabriellin klukPlacená Show          | bude oznámeno            | bude oznámeno |                                            | 15. srpna 2020     | 14. února 2021  | 216       |
| 47           | 3233      | Green MirrorCricket's Tickets     | Dokonalá rodinaCricketovi lístky     | bude oznámeno            | bude oznámeno |                                            | 22. srpna 2020     | 20. února 2021  | 217       |
| 48           | 3435      | Times CircleSuper Gramma!         | Times platSuper babča!               | bude oznámeno            | bude oznámeno |                                            | 29. srpna 2020     | 21. února 2021  | 218       |
| 49           | 3637      | Present TenseHurt Bike            | Hondba za dárkemVražedná motorka     | bude oznámeno            | bude oznámeno |                                            | 12. září 2020      | 27. února 2021  | 219       |
| 50           | 3839      | Quiet PleaseChipwrecked           | Ticho prosímChipova pomsta           | bude oznámeno            | bude oznámeno |                                            | 19. září 2020      | 28. února 2021  | 220       |
| 51           | 40        | Chipacolypse Now                  | Chipakolypsa                         | bude oznámeno            | bude oznámeno |                                            | 16. ledna 2021     | 29. května 2021 | 221       |
| 52           | 4142      | Rent ControlPool’s Gold           | Glorijno bydleníBazén snů            | bude oznámeno            | bude oznámeno |                                            | 23. ledna 2021     | 30. května 2021 | 222       |
| 53           | 4344      | Big ResolutionWinter Greens       | Velká předsevzetíGreenovi v zimě     | bude oznámeno            | bude oznámeno |                                            | 30. ledna 2021     | 5. června 2021  | 223       |
| 54           | 4546      | Mage & MazesOkay Karaoke          | Kouzelný labirintGreenovi na karaoke | bude oznámeno            | bude oznámeno |                                            | 6. února 2021      | 6. června 2021  | 224       |
| 55           | 4748      | Date NightThe Room                | Cricketovo randePokoj                | bude oznámeno            | bude oznámeno |                                            | 13. února 2021     | 12. června 2021 | 225       |
| 56           | 4950      | BleepedSellouts                   | VypípanoVýprodej                     | bude oznámeno            | bude oznámeno |                                            | 6. března 2021     | 13. června 2021 | 226       |
| 57           | 5152      | Fast FoodieSpaghetti Theory       | Milovník burgrůŠpagetová teorie      | bude oznámeno            | bude oznámeno |                                            | 13. března 2021    | 19. června 2021 | 227       |
| 58           | 5354      | Ding DongersAnimation Abomination | Bim BamáciKreslená katastrofa        | bude oznámeno            | bude oznámeno |                                            | 20. března 2021    | 20. června 2021 | 228       |
| 59           | 5556      | The VanBat Girl                   | DodávkaPálkařka                      | bude oznámeno            | bude oznámeno |                                            | 27. března 2021    | 26. června 2021 | 229       |
| 60           | 5758      | Cousin JillyGloria’s Cafe         | Sestřenice JillyGloriina kavárna     | bude oznámeno            | bude oznámeno |                                            | 3. dubna 2021      | 27. června 2021 | 230       |

### Třetí řada (2021–2023)
| Č. v seriálu | Č. v řadě | Původní název               | Český název                                       | Režie         | Scénář        | Premiéra v USA    | Premiéra v ČR   | Prod. kód |
| ------------ | --------- | --------------------------- | ------------------------------------------------- | ------------- | ------------- | ----------------- | --------------- | --------- |
| 61           | 1         | Squashed!                   | Dýňová mela!                                      | Anna O'Brian  | bude oznámeno | 9. října 2021     | 8. května 2023  | 301       |
| 62           | 23        | Boss LifePapaganda          | Cricket ŠéfemTátova Papagranda                    | bude oznámeno | bude oznámeno | 12. února 2022    | 9. května 2023  | 302       |
| 63           | 45        | Little BuddyZen Garden      | Malý kámošZenová Zahrada                          | bude oznámeno | bude oznámeno | 19. února 2022    | 10. května 2023 | 303       |
| 64           | 67        | No ServiceTakened           | Bez bot neÚnos                                    | bude oznámeno | bude oznámeno | 26. února 2022    | 11. května 2023 | 304       |
| 65           | 89        | Green GreensTruce Bomb      | Zelení GreenoviTřaskaví mír                       | bude oznámeno | bude oznámeno | 5. března 2022    | 12. května 2023 | 305       |
| 66           | 1011      | Trivia NightBig Trouble     | Kvízový večerVelké potíže                         | bude oznámeno | bude oznámeno | 12. března 2022   | 15. května 2023 | 306       |
| 67           | 1213      | DependaBillThe Delivernator | Spolehlivý BillDoručnátor                         | bude oznámeno | bude oznámeno | 16. července 2022 | 16. května 2023 | 307       |
| 68           | 1415      | Listen Up!Big Picture       | Poslouchej!Filmový večer                          | bude oznámeno | bude oznámeno | 23. června 2022   | 17. května 2023 | 308       |
| 69           | 1617      | RemboDirt Jar               | RemboRodná hlína                                  | bude oznámeno | bude oznámeno | 30. března 2022   | 18. května 2023 | 309       |
| 70           | 18        | The Move                    | Stěhování                                         | bude oznámeno | bude oznámeno | 24. září 2022     | 19. května 2023 | 310       |
| 71           | 1920      | Country SideJunk Mountain   | Zábava na venkověKrámova hora                     | bude oznámeno | bude oznámeno | 1. října 2022     | 22. května 2023 | 311       |
| 72           | 2122      | Farmer RemyHomeward Hound   | Farmář RemyCesta do města                         | bude oznámeno | bude oznámeno | 8. října 2022     | 23. května 2023 | 312       |
| 73           | 2324      | Pie HardRat Tail            | Smrtonostní koláčOcásek                           | bude oznámeno | bude oznámeno | 15. října 2022    | 24. května 2023 | 313       |
| 74           | 2526      | Frilly TillyMontaged        | Tillyina kurunovaceFilmový sestřih                | bude oznámeno | bude oznámeno | 22. října 2022    | 25. května 2023 | 314       |
| 75           | 2728      | Pizza DeliveranceHorse Girl | Pizza pro GreenoviKoňařka                         | bude oznámeno | bude oznámeno | 29. října 2022    | 26. května 2023 | 315       |
| 76           | 29        | Virtually Christmas         | Virtuální Vánoce                                  | bude oznámeno | bude oznámeno | 3. prosince 2022  | 29. května 2023 | 320       |
| 77           | 3031      | Pen PalsStudy Abroad        | Kamarádky na dopisováníZahradniční studijní pobyt | bude oznámeno | bude oznámeno | 4. března 2023    | 30. května 2023 | 316       |
| 78           | 3233      | Honey HeistDog Mayor        | Velká medová loupežPsí Starosta                   | bude oznámeno | bude oznámeno | 11. března 2023   | 31. května 2023 | 317       |
| 79           | 3435      | Chill BillBunny             | Pohodář BillKráličí farma                         | bude oznámeno | bude oznámeno | 18. března 2023   | 1. června 2023  | 318       |
| 80           | 36        | Long Goodbye                | Dlouhé loučení                                    | bude oznámeno | bude oznámeno | 25. března 2023   | 2. června 2023  | 319       |

### Čtvrtá řada (2023–)
| Č. v seriálu | Č. v řadě | Původní název               | Český název                        | Režie         | Scénář        | Premiéra v USA | Premiéra v ČR   | Prod. kód |
| ------------ | --------- | --------------------------- | ---------------------------------- | ------------- | ------------- | -------------- | --------------- | --------- |
| 81           | 12        | Truck StoppedJingled        | Kamioňácké odpočívadloZnělky       | bude oznámeno | bude oznámeno | 23. září 2023  | 18. března 2024 | 401       |
| 82           | 34        | Stand-Up BillGreen Trial    | Stand-Up BillSoud Greenů           | bude oznámeno | bude oznámeno | 30. září 2023  | 19. března 2024 | 402       |
| 83           | 56        | Bad DadJunk Junkie          | Špatný tátaHromadné harampádí      | bude oznámeno | bude oznámeno | 7. října 2023  | 20. března 2024 | 403       |
| 84           | 78        | HandshakenCoffee Mates      | Pevný stiskKámošky v kavárně       | bude oznámeno | bude oznámeno | 14. října 2023 | 21. března 2024 | 404       |
| 85           | 910       | IcedChipped Off             | Hokejový zápasChipp se vrací       | bude oznámeno | bude oznámeno | 21. října 2023 | 22. března 2024 | 405       |
| 86           | 1112      | InternettedGuiding Gregly   | Internetová síťGregly hledá kámoše | bude oznámeno | bude oznámeno | 6. dubna 2024  | 16. září 2024   | 406       |
| 87           | 1314      | Family TreeUnguarded        | Rodinný stromBez Bodyguarda        | bude oznámeno | bude oznámeno | 13. dubna 2024 | 17. září 2024   | 407       |
| 88           | 1516      | Concrete JungleStarter Pack | Betonová džungleZákladní balíček   | bude oznámeno | bude oznámeno | 20. dubna 2024 | 18. září 2024   | 408       |
| 89           | 1718      | Dollar SenseTrue Cawing     | Jen dolarPravé krákání             | bude oznámeno | bude oznámeno | 27. dubna 2024 | 19. září 2024   | 409       |

## Kraťasy

### Country Kids in the City (2018)
| Č. v řadě | Původní název  | Premiéra v USA (YouTube) |
| --------- | -------------- | ------------------------ |
| 1         | Hog Ride       | 16. června 2018          |
| 2         | Tea Party      | 22. června 2018          |
| 3         | The Last Donut | 27. června 2018          |
| 4         | Duck Sandwich  | 2. července 2018         |
| 5         | Secret Cat     | 22. července 2018        |
| 6         | Tilly's Cat    | 25. července 2018        |
| 7         | Bee Tree       | 22. srpna 2018           |

### Random Rings(2019–2021)
| Č. v řadě | Původní název                            | Premiéra v USA (YouTube) |
| --------- | ---------------------------------------- | ------------------------ |
| 1         | Cricket Calls a Karate School            | 25. srpna 2019           |
| 2         | Cricket Calls a Party Store              | 1. září 2019             |
| 3         | Cricket Calls a Spa                      | 8. září 2019             |
| 4         | Cricket and Tilly Call a Piano Teacher   | 15. září 2019            |
| 5         | Cricket Calls a Grocery Store            | 22. září 2019            |
| 6         | Tilly Calls a Library                    | 29. září 2019            |
| 7         | Cricket Calls a Pawn Shop                | 6. října 2019            |
| 8         | Tilly Calls a Hotel                      | 13. října 2019           |
| 9         | Cricket Calls an Aquarium                | 20. října 2019           |
| 10        | Cricket Calls a Pet Store                | 27. října 2019           |
| 11        | Tilly and Cricket Call Raven Symoné!     | 8. prosince 2019         |
| 12        | Telemarketer Calls the Greens            | 18. května 2020          |
| 13        | Gramma Calls an Electronics Store        | 25. května 2020          |
| 14        | Dr. Doofenshmirtz Calls Gramma           | 8. června 2020           |
| 15        | Cricket and Tilly Call Dr. Doofenshmirtz | 8. června 2020           |
| 16        | Tilly Calls the Future                   | 22. června 2020          |
| 17        | Baymax Helps Launchpad                   | 29. června 2020          |
| 18        | Cricket and Tilly Call Area 51           | 6. července 2020         |
| 19        | Tilly Calls a Magician                   | 13. července 2020        |
| 20        | Cricket Pranks Raven                     | 8. listopadu 2020        |
| S         | Cricket Calls Santa                      | 4. prosince 2020         |
| 21        | Tilly Tests Trevor                       | 15. prosince 2020        |
| 22        | Cricket Pranks Chandler                  | 15. prosince 2020        |
| 23        | Tilly and Cricket Call a Pizzaria        | 24. ledna 2021           |
| 24        | Launchpad Calls Cricket                  | 31. ledna 2021           |
| 25        | Tilly Calls Meg Donnelly                 | 11. dubna 2021           |
| 26        | Cricket Calls Zombies                    | 21. září 2021            |

### Big City Greens: Road Trip(2019)
| Č. v řadě | Původní název  | Premiéra v USA (YouTube) |
| --------- | -------------- | ------------------------ |
| 1         | Introduction   | 15. prosince 2019        |
| 2         | 922 Miles Left | 15. prosince 2019        |
| 3         | 834 Miles Left | 15. prosince 2019        |
| 4         | 612 Miles Left | 15. prosince 2019        |
| 5         | 519 Miles Left | 15. prosince 2019        |
| 6         | 313 Miles Left | 15. prosince 2019        |
| 7         | 0 Miles Left   | 15. prosince 2019        |

### Miss Tilly's Fun Time TV Minute(2020)
| Č. v řadě | Původní název         | Premiéra v USA (YouTube) |
| --------- | --------------------- | ------------------------ |
| 1         | Meg Donnelly          | 4. května 2020           |
| 2         | Trevor Tordjman       | 4. května 2020           |
| 3         | Ariel Martin          | 4. května 2020           |
| 4         | Siena Agudong         | 11. května 2020          |
| 5         | Shelby Simmons        | 12. května 2020          |
| 6         | The Houghton Brothers | 13. května 2020          |
| 7         | Israel Johnson        | 18. května 2020          |
| 8         | Izabela Rose          | 19. května 2020          |
| 9         | Max the Goat          | 19. května 2020          |

### Chibi Tiny Tales(2020)
| Č. v řadě | Původní název      | Premiéra v USA (YouTube) |
| --------- | ------------------ | ------------------------ |
| 1         | Turkey Tussle      | 16. listopadu 2020       |
| 2         | Christmas Crashers | 29. listopadu 2020       |
| 3         | Say it Ain't Snow  | 6. prosince 2020         |

### Ostatní kraťasy (2019–2020)
| Č. v řadě | Původní název                                  | Premiéra v USA (YouTube) |
| --------- | ---------------------------------------------- | ------------------------ |
| 1         | Gramma Theme Song Takeover                     | 23. září 2019            |
| 2         | Queen of Nice                                  | 7. října 2019            |
| 3         | Stuck at Home                                  | 15. června 2020          |
| 4         | ZOMBIES Lip Switch w/ Big City Greens          | 19. listopadu 2020       |
| 5         | The Santa Clause Lip Switch w/ Big City Greens | 13. prosince 2020        |